# Rifugio Torre di Pisa
Das Rifugio Torre di Pisa (deutsch Latemarhütte) ist eine alpine Schutzhütte in der italienischen Provinz Trient in der Latemargruppe innerhalb der Dolomiten. Sie liegt auf einer Höhe von 2671 m s.l.m. auf dem Gemeindegebiet von Predazzo und wird privat betrieben. Die Hütte ist in der Regel von Mitte Juni bis Mitte Oktober geöffnet und verfügt über 36 Schlafplätze. Der italienische Name der Hütte stammt von der nahegelegenen Felsnadel Torre di Pisa.

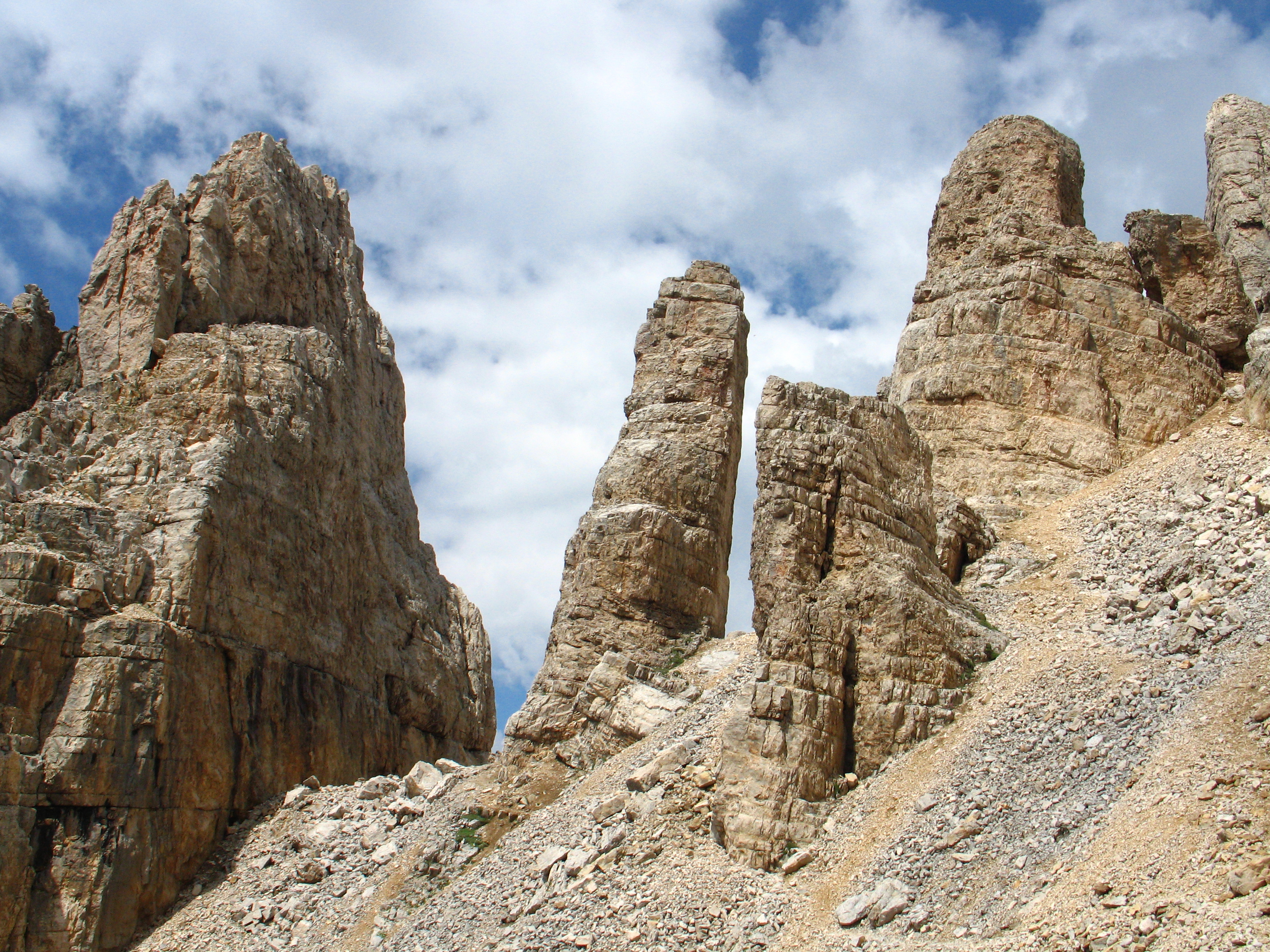
Torre di Pisa, die Namensgebende Felsnadel

## Lage
Die Schutzhütte steht auf dem Gipfel des Cavignon in der Latemargruppe oberhalb des Fleimstals.

## Karten
- Tabacco-Karte 1:25.000, Blatt Nr. 014, Val di Fiemme – Lagorai – Latemar